# Darren Campbell
Darren Campbell, né le 12 septembre 1973 à Sale, est un athlète britannique, évoluant sur le sprint.

## Biographie
Après des débuts en juniors très prometteurs où il glane nombre de médailles aux Championnats d'Europe junior d'athlétisme et Championnats du monde junior d'athlétisme, des blessures et un passage par le football (il joue notamment à Plymouth Argyle et à Newport County), il apparaît sur la scène internationale en 1996 pour y représenter le Royaume-Uni aux Jeux olympiques d'Atlanta. Mais ce n'est que quatre ans plus tard qu'il remporte sa première médaille olympique, l'argent sur 200 m derrière le grec Konstadínos Kedéris.
Membre régulier du relais 4 × 100 m britannique, il obtient l'or avec ses compatriotes Jason Gardener, Marlon Devonish et Mark Lewis-Francis aux Jeux olympiques d'Athènes. Ils y battent le relais américain composé de Shawn Crawford, Justin Gatlin, Coby Miller et Maurice Greene d'un centième de seconde. 
Il est aussi détenteur du record d'Europe en 37 s 73 (Gardener-Campbell-Devonish-Chambers) le 29 août 1999 à Séville.
Campbell annonce sa retraite sportive le 18 août 2006. Il travaille désormais avec plusieurs clubs anglais de football en Premier League afin d'améliorer la technique et la vitesse des courses des joueurs.

## Records personnels
| Discipline | Temps   | Lieu                     | Date              |
| ---------- | ------- | ------------------------ | ----------------- |
| 50 mètres  | 5 s 77  | Madrid (Espagne)         | 16 février 1999   |
| 60 mètres  | 6 s 59  | Birmingham (Royaume-Uni) | 21 février 2003   |
| 100 mètres | 10 s 04 | Budapest (Hongrie)       | 19 août 1998      |
| 150 mètres | 15 s 47 | Sheffield (Royaume-Uni)  | 29 juin 1997      |
| 200 mètres | 20 s 13 | Sydney (Australie)       | 27 septembre 2000 |

## Palmarès

### Jeux olympiques d'été
- Jeux olympiques d'été de 2000 à Sydney (Australie)
  - 6e sur 100 m
  -  Médaille d'argent sur 200 m
- Jeux olympiques d'été de 2004 à Athènes (Grèce)
  -  Médaille d'or en relais 4 × 100 m

### Championnats du monde
- Championnats du monde 1997 à Athènes (Grèce)
  -  Médaille de bronze en relais 4 × 100 m
- Championnats du monde 1999 à Séville (Espagne)
  -  Médaille d'argent en relais 4 × 100 m
- Championnats du monde 2003 à Paris (France)
  -  Médaille de bronze du 100 m
  - arrivés seconds, mais disqualifiés avec le relais 4 × 100 m (dopage de Dwain Chambers)

### Jeux du Commonwealth
- Jeux du Commonwealth de 1998 à Kuala Lumpur (Malaisie)
  - 5e sur 100 m
  -  Médaille d'or en relais 4 × 100 m
- Jeux du Commonwealth de 2002 à Manchester (Royaume-Uni)
  -  Médaille de bronze sur 200 m
  -  Médaille d'or en relais 4 × 100 m

### Championnats d'Europe
- Championnats d'Europe 1998 à Budapest (Hongrie)
  -  Médaille d'or en relais 4 × 100 m
- Championnats d'Europe 2002 à Munich (Allemagne)
  -  Médaille d'argent sur 100 m
  - disqualifié avec le relais 4 × 100 m (dopage de Dwain Chambers)
- Championnats d'Europe 2006 à Göteborg (Suède)
  -  Médaille d'or en relais 4 × 100 m

### Championnats d'Europe junior
- Championnats d'Europe junior 1991 à Thessalonique (Grèce)
  -  Médaille d'or sur 100 m
  -  Médaille d'or sur 200 m
  -  Médaille d'or en relais 4 × 100 m

### Championnats du monde junior
- Championnats du monde junior 1992 à Séoul (Corée du Sud)
  -  Médaille d'argent sur 100 m
  -  Médaille d'argent sur 200 m
  -  Médaille d'or en relais 4 × 100 m